# Мати Ґотел
Матінка Ґотел — персонаж, анімаційного фільму Walt Disney Pictures «Заплутана історія» Матінка Ґотел, заснована на старій Ґотел з німецької казки «Рапунцель». Вона пихата стара пані, яка дуже хоче зберегти свою красу і молодість. Вона береже красу і молодість за допомогою чарівної Золотої Квітки. Але якось Квітку забирають, щоб вилікувати від хвороби королеву містечка Корона. Ґотел не може зберігати свою красу і молодість не маючи Квітки. Незабаром королева Корони народжує доньку Рапунцель з чарівним волоссям, яке зберегло магію Квітки. Ґотел викрадає принцесу і ховає у вежі в лісі.
Після викрадення Ґотел ховала принцесу в вежі 18 років.

## Появи

### Заплутана Історія
Матінка Ґотел з'являється в « Заплутаній Історії» (2010). Протягом сотень років Ґотел, хвора та немічна стара, омолоджувала себе завдяки золотій квітці і чарівній пісні. При цьому егоїстично тримаючи квітку в таємниці від решти світу.
А за морем стояло королівство. Королева, яка от-от мала народити, захворіла. Їй лишалося недовго. Народ любив короля і королеву, тож вони почали шукати квітку, яка могла б вилікувати її. І знайшли. Чари золотої квітки допомогли.
Невдовзі королева народила доньку, Рапунцель. Чари квітки перейшли до її волосся. Ґотел викрала принцесу і замкнула у схованій в лісі вежі, не відпускаючи Рапунцель від себе ані на крок. Вона прикидалася матінкою дівчини і користувалась її волоссям для свого омолодження, тримаючи в вежі 18 років і аргументуючи це тим, що ззовні дуже небезпечно. Єдиний видний вхід у вежу - це вікно на вершечку. Ґотел іноді покидає вежу, а коли повертається, кричить, щоб Рапунцель скинула свої коси. Рапунцель скидає коси, які не стригла від народження, і Ґотел підіймається в вежу за допомогою її волосся.
Кожного року королівство святкує День Народження Рапунцель. Усі запускають в небо ліхтарі. І кожного року принцеса бачить їх зі своєї вежі і жадає розгледіти їх ближче. Тим паче, небо вкривається ліхтарями саме в її День Народження. На вісімнадцятий День Народження Рапунцель благає матінку Ґотел вийти з вежі, як подарунок, але та її не відпускає. І йде за продуктами на вечерю.
Коли Ґотел вертається, Рапунцель просить її з'їздити за фарбою з білих мушель. Поїздка має зайняти три дні, але вона погоджується. Не далеко від вежі вона натикається на коня з палацу. Але вершника немає. Вона біжить до вежі, думаючи, що вершник може нашкодити Рапунцель.
Коли вона прибігає, Рапунцель вдома уже немає. Але є корона принцеси і плакат «Розшук» якогось злодія, Флінна Козира. Ґотел розуміє, що дівчина втекла з Козиром. Оскільки її життя знаходиться під загрозою, а вік стрімко збільшується, Ґотел відчайдушно переслідує Рапунцель та Флінна.
Заручившись допомогою братів Зарізяк, дуетом злодіїв, яких зрадив Флінн, Ґотел пропонує їм помсту Фліннові.
Флінн і Рапунцель справді разом. Та коли Флінн відійшов, Ґотел спробувала переконати Рапунцель повернутись додому. Але та вже закохалась у Козира. Ґотел попереджає, що це лиш омана, що Флінн з нею лише задля тієї корони, яку вона знайшла у вежі. Рапунцель не погоджується.
Тоді вона з братами Зарізяками прокручує трюк і переконує Рапунцель, що Флінн її зрадив. Вони вертаються до вежі.
Вдома Рапунцель усамітнюється зі своїми думками. Вона складає до купи, що побачила ззовні і що знає про себе, і розуміє що вона — загублена принцеса. Рапунцель повстає проти Ґотел. Тож та перестає прикидатись доброю матінкою і заковує дівчину в кайдани. Тим часом Флінн, якого майже стратили, повертається до вежі. Ґотел ранить його ножем. І хоче забрати Рапунцель туди, де її вже точно не знайдуть. Рапунцель пручається, але обіцяє, що, якщо Ґотел дозволить зцілити Флінна чарами волосся, то навіки залишиться з нею. Ґотел дозволяє.
  Вона нахиляється до Флінна, але той відрізає ножем волосся Рапунцель, в результаті чого воно втрачає свою магію. Тож Ґотел старіє на очах і, переткнувшись за обрізане волосся, випадає з вікна. Перш ніж розбитися, вона вмирає від старості.
Флінн вмирає від рани, адже Рапунцель не встигла його зцілити. Та диво, сльози Рапунцель із залишками магії оживляють Флінна. І вони вертаються в палац до біологічних батьків Рапунцель.

## Образ
Ще Волт Дісней у 1940-х хотів адаптувати казку «Рапунцель» у повнометражний мультфільм. , та казка здавалась закороткою.
А 2008 році співрежисери Натан Грено та Байрон Говард вирішили збільшити масштаб фільму, щоб перетворити його на історію більшого масштабу, для заохочення і успіху проекту. Тож персонажів більш продумувати. Матінка Ґотел перетворилася на набагато складнішого лиходія, ніж була відьма у казці. Ґотел в мультфільмі «дуже самотня жінка, яка навіть не уявляє, що таке хоч якісь стосунки».
На відміну від інших традиційних лиходіїв Disney, матінка Ґотел не відьма чи чарівниця сама по собі. Вона змушена покладатися виключно на свої інтелект та харизму. Таке рішення, свідомо прийняли Грено та Говард.